# Festes de Gràcia (Maó)
Les Festes de la Mare de Déu de Gràcia són les festes patronals que tenen lloc a Maó a principis de setembre des de l'any 1890.
Comencen el dia 6 de setembre, dia del pregó, i continuen el dia 7 quan el fabioler inicia el replec, que consisteix a anar a cercar als caixers que participen en el jaleo (dia 7 a l'horabaixa i dia 8 a les dotze del migdia), que es realitza a la plaça de la Constitució, davant l'Ajuntament. A la vesprada del dia 8 es realitzen curses de cavalls al carrer Cós de Gràcia, i devers mitjanit, la festa acaba amb un espectacle pirotècnic, on els focs artificials són llançats des de l'illa Pinto, del port de Maó. La festa acaba el dia 9 amb un seguit d'actuacions a diferents escenaris del port i un gran castell de focs aquàtics.
El primer pregó de les festes es va fer l'any 1983 a càrrec de Guillem Soler i Mateu Cunill. Els anys següents els pregoners són:
- 1986: Pau Faner, escriptor
- 1988: Iñaki Gabilondo,[5] periodista
- 1990: Joan Manuel Serrat
- 1991: Joan Pons, cantant
- 1992: Fernando Rita
- 1994: Víctor Manuel i Ana Belén
- 1996: Antoni Borràs
- 1997: Los Parranderos, grup de música
- 2000: Josema Yuste, actor
- 2001: Joana Pons, cantant
- 2002: Pepe Rubianes, actor
- 2003: Orfeó Maonès
- 2004: Ute Dahl, ballarina
- 2005: Tòfol Mus Reynés, poeta
- 2006: Tisi Reynés, jugador de bàsquet
- 2007: Boris Izaguirre, actor
- 2008: Lluís Sintes, cantant
- 2009: Santi Millán, actor
- 2010: Pinyeta Pinyol, grup d'animació infantil
- 2011: Simón Orfila, cantant
- 2012: Pedro J. Bosch, oftalmòleg
- 2013: Mercedes Milá, periodista
- 2014: Carlos Roca, periodista
- 2015: Cas Gomilas, barberia
- 2016: Ona Carbonell, nedadora
- 2017: Alba - Associació de Dones Afectades de Càncer de Mama a Menorca
- 2018: Laura Pons, actriu
- 2019: Tomàs Molina, meteoròleg
- 2022: Moments a Cor, cor gospel
- 2023: Marco Mezquida, pianista internacional
- 2024: Manolo Bonet Fuster, missioner
- 2025: Club Vidalba, esport adaptat